# Villers-Marmery
Villers-Marmery település Franciaországban, Marne megyében. Lakosainak száma 558 fő (2022. január 1.). Villers-Marmery Val-de-Vesle, Billy-le-Grand, Les Petites-Loges, Trépail és Verzy községekkel határos.

## Népesség
A település népessége az elmúlt években az alábbi módon változott:
| Lakosok száma | 553  | 534  | 570  | 560  | 547  | 540  | 524  | 501  | 538  | 558  |
|               | 1968 | 1982 | 1990 | 2006 | 2013 | 2015 | 2017 | 2019 | 2020 | 2022 |